# Monophyllus
Monophyllus ist eine Gattung der Fledermäuse aus der Familie der Blattnasen (Phyllostomidae), welche auf den Karibischen Inseln beheimatet ist. Es sind lediglich zwei Arten bekannt: Monophyllus plethodon (Leach, 1821) und Monophyllus redmani (Miller, 1900).

## Beschreibung
Die Gattung Monophyllus unterscheidet sich von anderen Blumenfledermäuse hauptsächlich durch Details der Zähne.  Die beiden Arten der Gattung sind eher kleine Fledermäuse, besitzen jedoch wie für die Unterfamilie der Blumenfledermäuse typisch eine verlängerte Schnauze und eine lange, ausfahrbare Zunge. Die Schwanzflughaut ist schmal und der Schwanz ragt um etwa die Hälfte über die Schwanzflughaut hinaus. Auf den Großen Antillen ist Monophyllus die einzige Gattung der Blumenfledermäuse. Auf Jamaika und den Kleinen Antillen überlappt ihr Verbreitungsgebiet jedoch mit Arten der Gattung Glossophaga.
M. plethodon ist mit einer Gesamtlänge von 67–84 mm, einer Unterarmlänge von 38,8–45,7 und einem Gewicht von 12,5–17,2 g etwas größer als M. redmani mit einer Gesamtlänge von 60–80 mm und einer Unterarmlänge von 34,8–42,8 mm. Die beiden Arten lassen sich nur anhand der Zähne und der Verbreitung unterscheiden.

## Lebensweise
Beide Arten der Gattung Monophyllus sind wie die meisten Fledermäuse nachtaktiv. Sie ernähren sich wie die anderen Vertreter der Blumenfledermäuse von Nektar, Pollen und Früchten, wobei es auch wahrscheinlich ist, dass ab und zu Insekten aufgenommen werden. Tagsüber hängen beide Arten in Höhlen, wobei M. redmani große, tiefe Höhlen mit hoher Luftfeuchtigkeit zu bevorzugen scheint. In denselben Höhlen sind gelegentlich andere Fledermausarten wie Natalus micropus, Mormoops blainvillii, Pteronotus parnellii, Pteronotus macleayii und Phyllonycteris poeyi anzutreffen. Von M. redmani fand man trächtige Tiere von Dezember bis Februar, sowie im Mai, während trächtige Weibchen von M. plethodon auf Dominika im März und April beobachtet wurden. Ein im Juli auf Guadeloupe gefangenes Weibchen war laktierend. Beide Arten gebären jeweils nur ein einziges Jungtier pro Wurf.

## Verbreitung und Lebensraum
M. redmani ist auf den Großen Antillen beheimatet, während M. plethodon auf Puerto Rico und den Kleinen Antillen  vorkommt, wobei es keine Nachweise für Grenada und St. Kitts und Nevis gibt. Die IUCN schätzt beide Arten dank der wahrscheinlich großen Populationen und dem Vorkommen in geschützten Gebieten als ungefährdet ein.